# Ruxe Ruxe
Ruxe Ruxe és un grup gallec de música format en Aríns (Santiago de Compostel·la) en 1996. La seva música és rock combinat amb sons de la música gallega tradicional, utilitzant de vegades instruments com l'harmònica i el saxo, i sempre amb l'actitud punk. Les seves lletres són en gallec i de temàtica molt variada en las que predominen els textos de caràcter social i el realisme màgic.
Fins al moment van posar a la venda nou àlbums i han fet concerts per tot Espanya, Portugal i Itàlia. Les seves cançons han estat utilitzats en alguns programes de televisió i fins i tot pel·lícules.

## Membres
Els membres de la formació són:
- Hector Ojea - Bateria.
- Xaco Barona - Gaita.
- Carlos Freire - Baix.
- Vituco Neira - Veu i guitarra.
- Miguel Duarte - Guitarra.
- Xan Pericán - Saxo.

## Discografia
- Ruxe-Ruxe (1999)
- Non temos medo (2000)
- A terra dos comentos (2002)
- Fervendo (2004)
- Comercial (2006)
- Xigantes (2008)
- Na fura de diante (2010)
- Máis Cancións sobre Toxos, Cardos e Silveiras (2012)
- Némesis (2014)
- Un mundo perfecto (2015)
- "20 segundos" (2016)